# Morton-Nationalpark
Der Morton-Nationalpark ist ein großer Nationalpark im Südosten des australischen Bundesstaates New South Wales, 170 Kilometer südlich von Sydney.
Die wichtigsten Attraktionen sind die Fitzroy Falls direkt neben der Hauptstraße vom Hochland nach Kangaroo Valley im Nordosten und der Pigeon House Mountain westlich von Milton in der Südostecke des Parks.
Der Park besteht aus einer meist flachen Hochebene, die von steilen Tälern und Canons unterbrochen wird. Die Hochebene fällt nach Nordosten leicht ab. Sie erstreckt sich von Bundanoon im Norden bis nach Ulladulla im Südosten.
Der nördliche Teil der Budawang Range liegt im Park, an den im Südwesten der Budawang-Nationalpark anschließt. Im Norden stürzen die Fitzroy Falls und die Belmore Falls vom Plateau in enge, mit Regenwald bestandene Täler. Der Shoalhaven River durchfließt den Park im Nordwesten und Norden. Die höchste Erhebung ist der Mount Tianjara im Osten mit 768 m.
Im Morton-Nationalpark finden sich auch die Zeltplätze Dunghaven und Beorgwic, an denen mittelalterliches Leben gepflegt wird.